# Лансароте (аэропорт)
Аэропорт Лансароте имени Сесара Манрике (исп. Aeropuerto César Manrique-Lanzarote) (ИАТА: ACE, ИКАО: GCRR) — международный аэропорт в 5 км от города Арресифе, расположенном на острове Лансароте, входящем в состав Канарского архипелага. По состоянию на 2022 год этот аэропорт является одним из крупнейших воздушных ворот Канарских островов.

## История
С 1930-х годов возникла потребность полётов по маршруту «Севилья — Канарские острова» над островом Лансароте, где в 1936 году в 5 километрах от Арресифе был основан временный лагерь в Льянос-де-Гуасимета, а 4 года спустя был построен аэродром. Одними из весомых аргументов для строительства была угроза нападения в условиях Второй мировой войны, а также нахождение острова вблизи Западной Сахары и использование аэродрома в рамках программы ВВС Испании по обороне Канарских островов.
Первый самолёт, Юнкерс Ju 52 ВВС Испании, в местном аэропорту приземлился 24 июля 1941 года. С 1946 года аэропорт открылся и для пассажирских перевозок, но поскольку полноценного аэровокзала ещё не было, использовалась часть зданий, предназначавшихся для военных. Через год аэропорт уже был официально открыт для внутреннего воздушного сообщения. В 1950 году была отремонтирована взлётно-посадочная полоса, получившая твёрдое покрытие, а также построена площадка для стоянки самолётов.

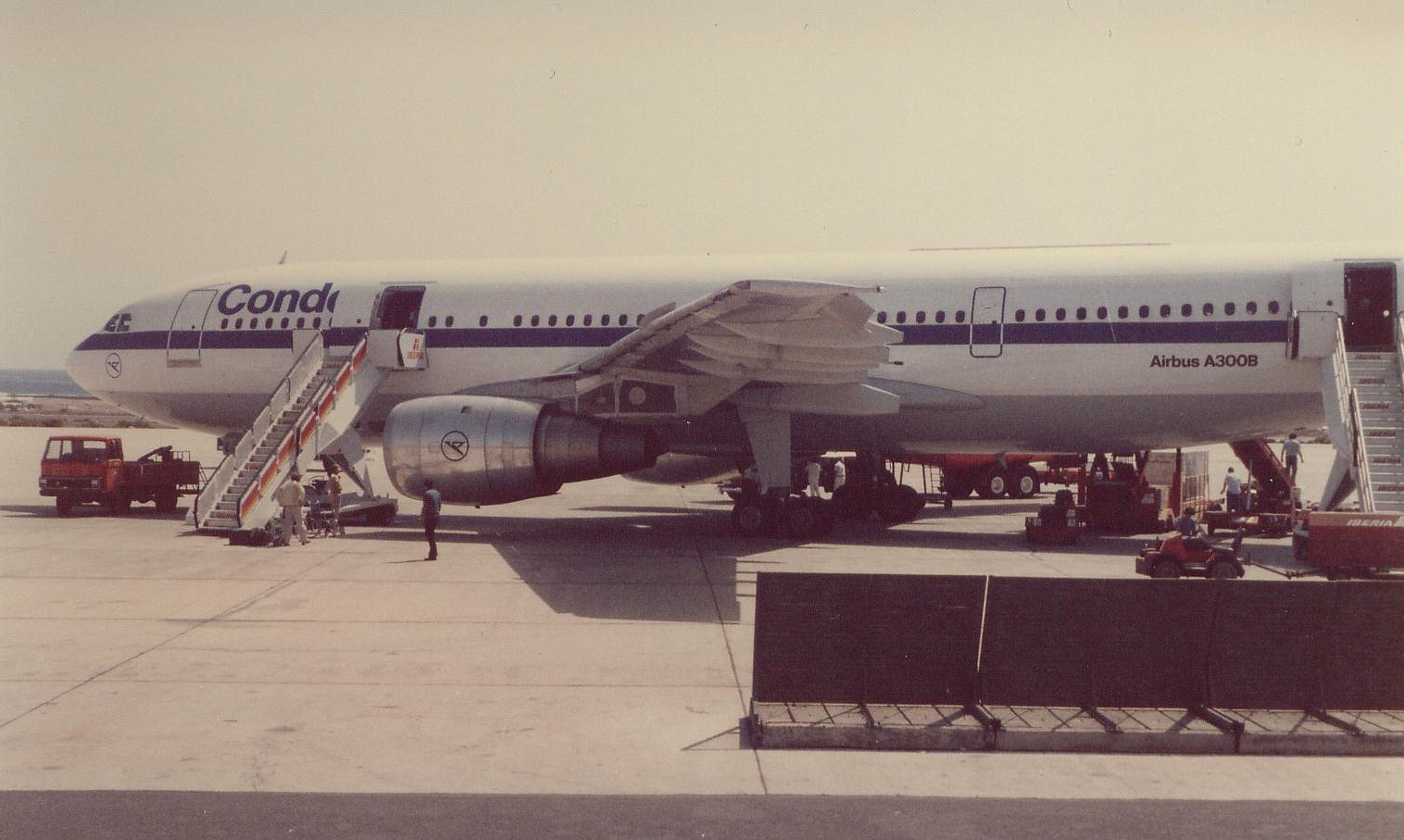
Airbus A300B — авиакомпании Condor в 1985

В 1965 году была обновлена ВПП, на которой был установлен аэродромный маяк. В 1969 году аэропорт был значительно расширен: был построен новый аэровокзал, стоянки для самолётов, новые рулёжные дорожки, расширена ВПП, обновлена диспетчерская вышка и электростанция. После окончания строительных работ, аэропорту была присвоена 2 категория. 3 марта 1970 года аэропорт Лансароте был открыт для региональных и международных пассажирских перевозок.
В период с 1984 до 1986 годах, в аэропорту была установлена радионавигационная система VOR/DME, заменён аэродромный маяк, обновлена пожарная часть, расширены стоянки для самолётов и обновлены рулёжные дорожки.

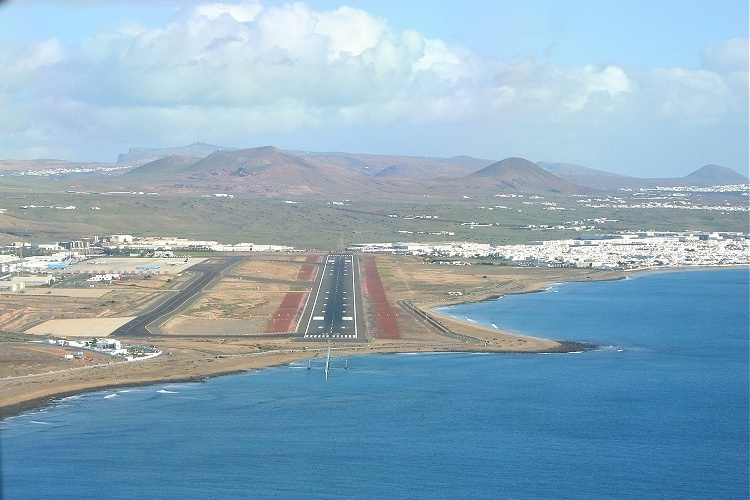
Вид на ВПП 03 при посадке

В 1988 году был расширен аэровокзал и рулёжные дорожки, а в 1999 году открыт новый пассажирский терминал, с пропускной способностью более 7 млн путешественников в год.

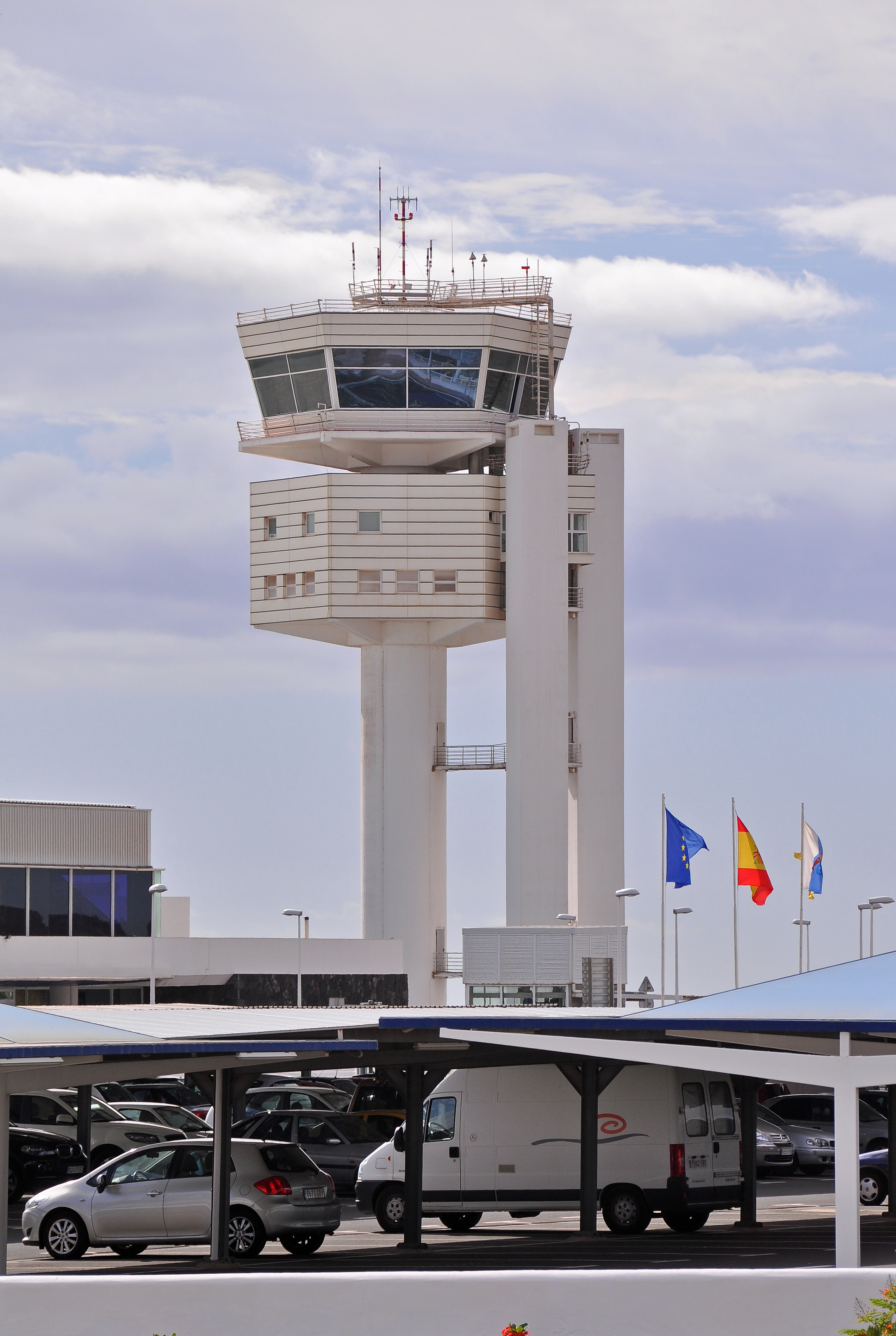
Диспетчерская вышка аэропорта

В 2019 году аэропорт назвали в честь столетия известного архитектора, уроженца Лансароте, Сесара Манрике.

## Инфраструктура

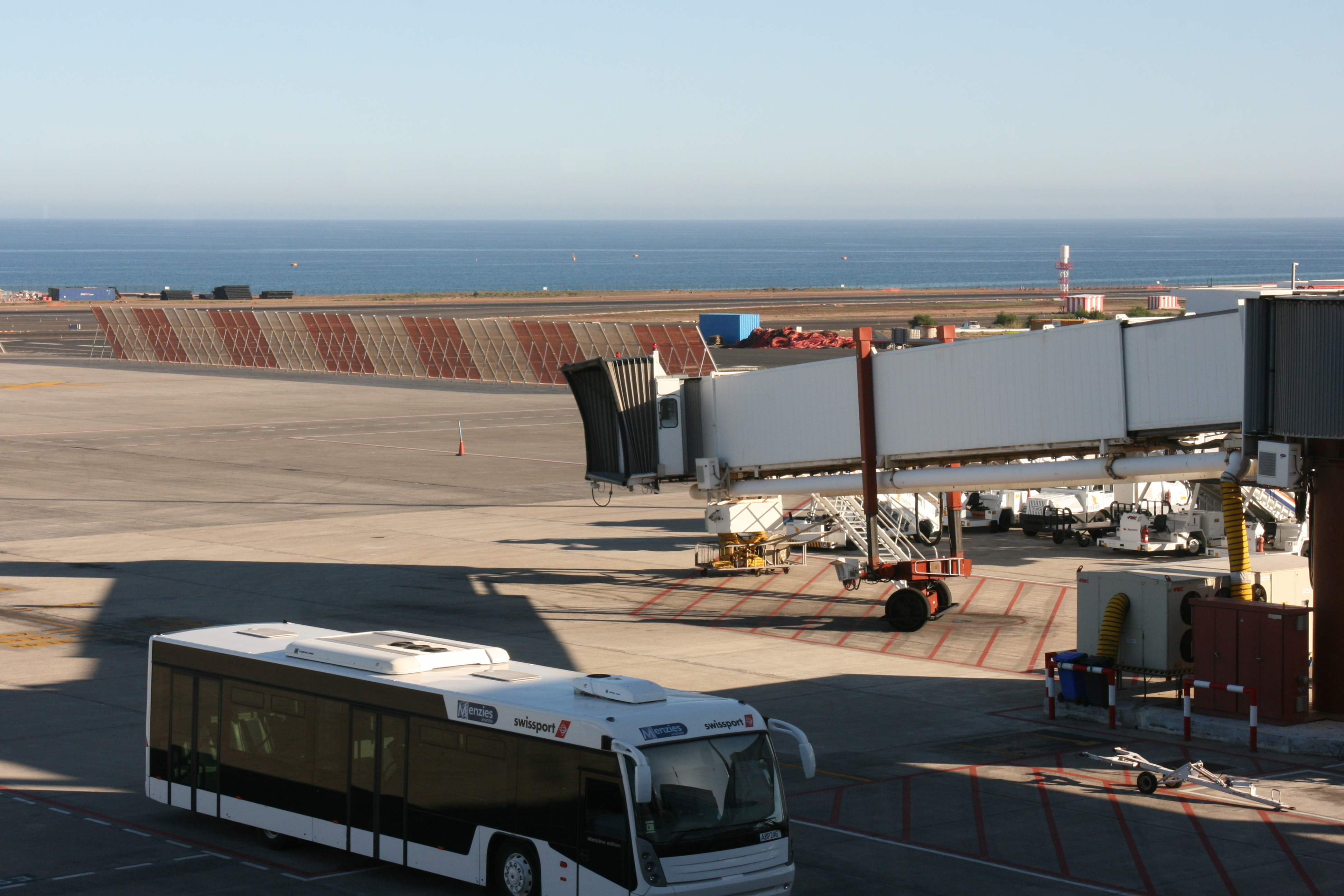
Один из гейтов аэропорта, рядом перронный автобус и рукав

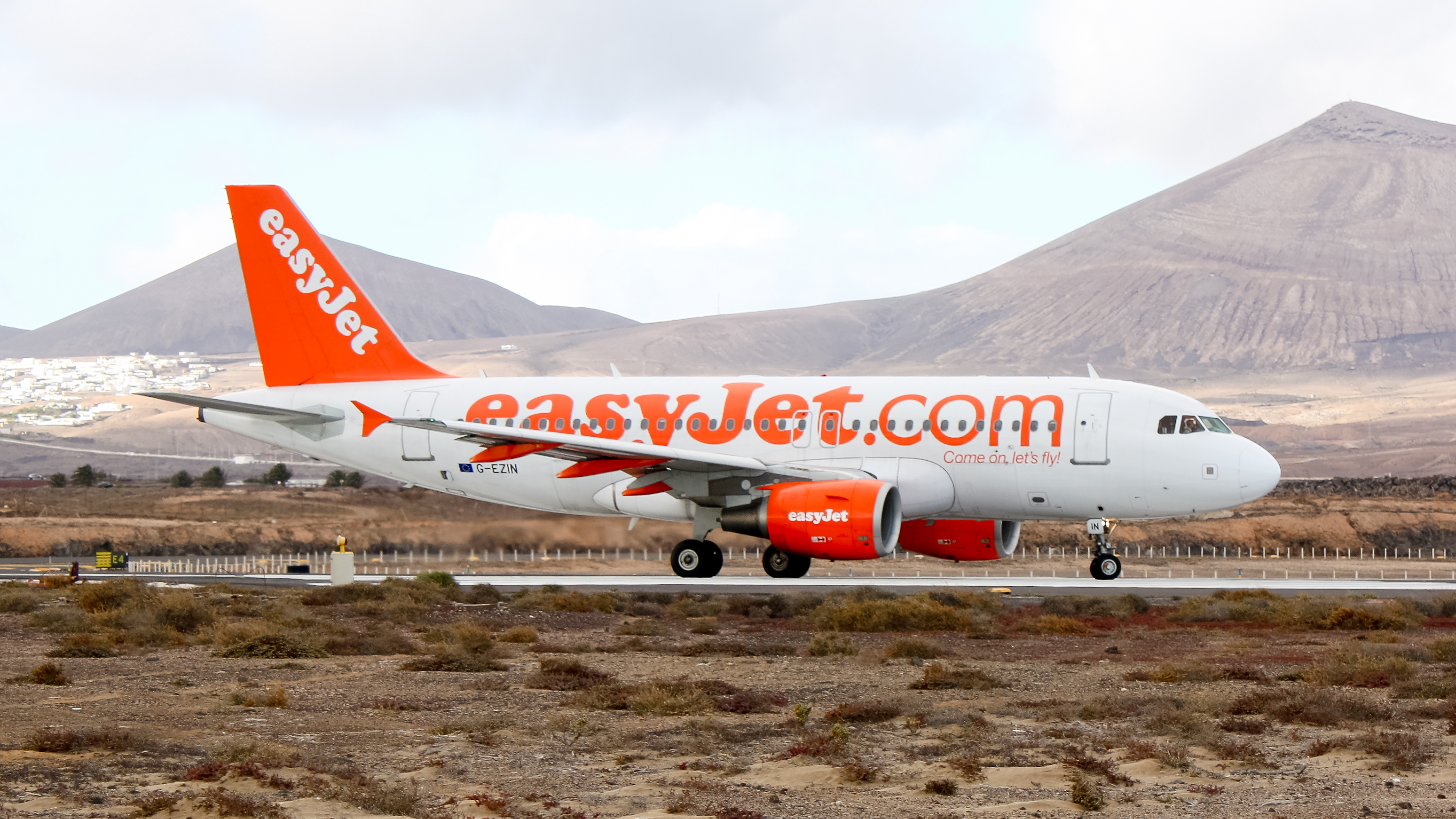
Airbus A319 авиакомпании EasyJet в аэропорту Лансароте

В аэропорту находится одна асфальтированная ВПП под маркировкой 03/21, длинной 2400 метров. PCN взлётно-посадочной полосы 50/F/C/W/T.
Аэропорт состоит из двух терминалов: Т1 для национальных и международных рейсов и Т2 для региональных рейсов. Оба терминала имеют одинаковое строение: на первом этаже расположена зона прибытия, на втором — зона отправления. Терминалы T1 и T2 аэропорта Лансароте находятся близко друг к другу.
В аэропорту есть паркинг: P1 имеет 1058 парковочных мест, P2 имеет 204 парковочных мест.

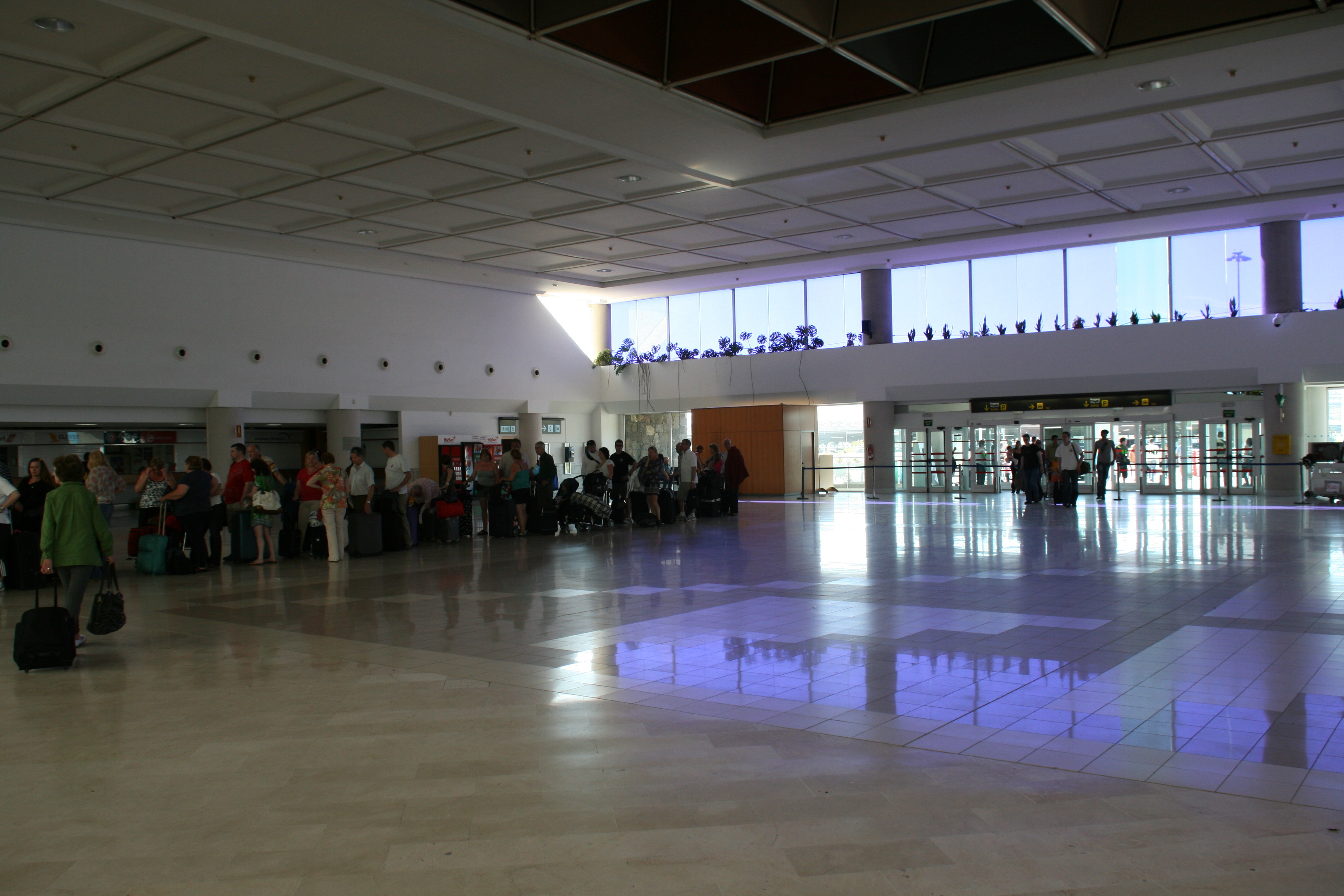
Вход в терминал 1

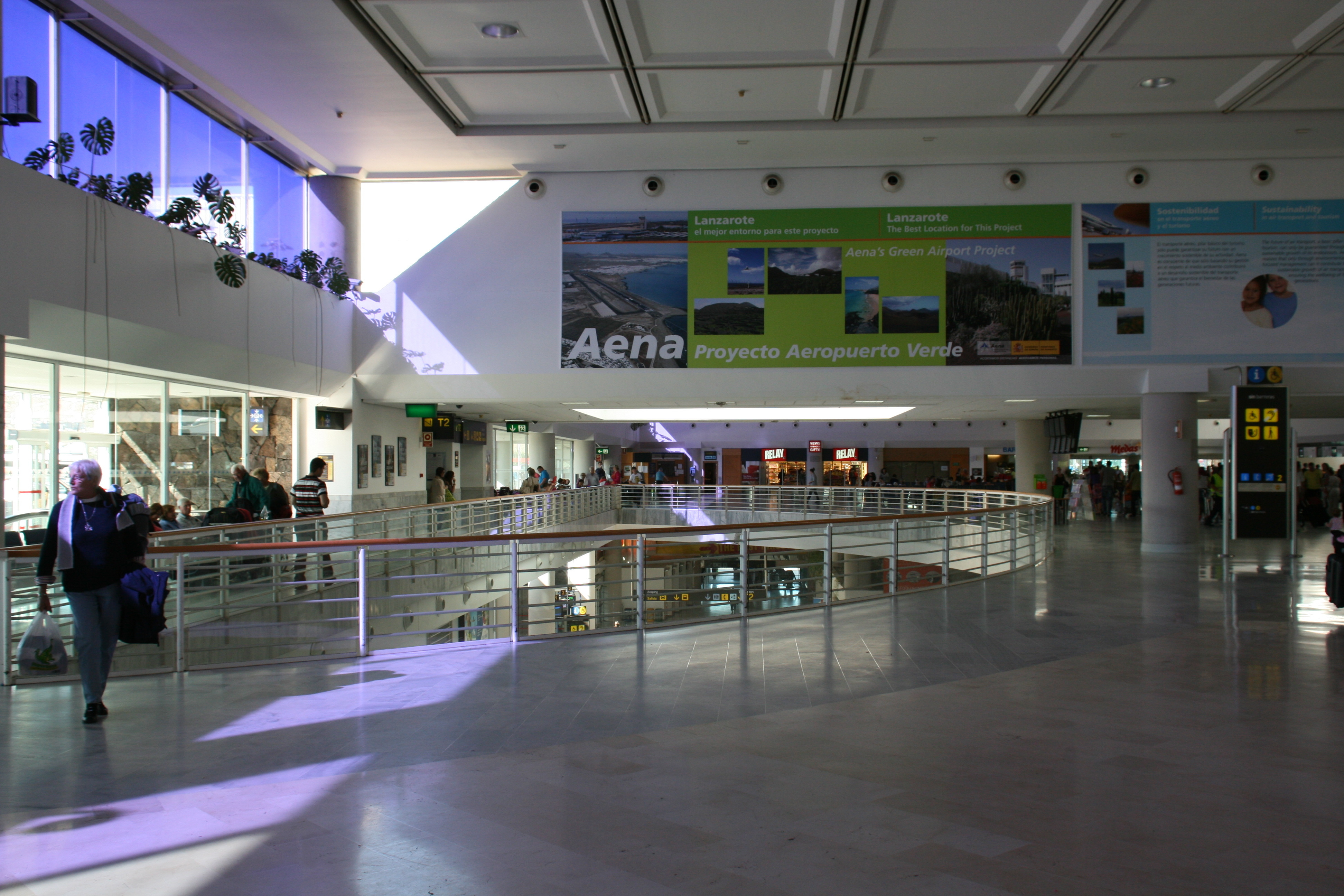
Основной холл терминала 1

## Авиакомпании и направления
Рейсы на другие Канарские острова выполняют авиакомпании Binter, CanaryFly.
В 1997 году наибольший вклад в пассажиропоток внесли авиакомпании Air Europa, Binter, Condor, Air 2000, LTU. Основной поток туристов шёл из Германии — более 985 тысяч человек за год.
В 2021 году большинство рейсов из Великобритании выполнялись авиакомпаниями easyJet и Jet2.com. EasyJet также обслуживала пассажиров из других частей континентальной Европы.
В летней навигации 2022 года авиакомпания Jet2.com планирует направить более 1,2 миллиона британских туристов на Канарские острова, это почти на 30% выше чем с тем же сезоном 2019 года.
В 2022 году авиакомпания Vueling планирует рейсы из испанских Аликанте, Астурии, Барселоны, Бильбао, Валенсии, Майорки, Малаги, Севильи, Сантьяго-де-Компостела, а также Амстердама, Копенгагена и Парижа.

## Пассажиропоток
Данные из запроса в Викиданные.
| Год  | Кол-во пассажиров | %        |
| ---- | ----------------- | -------- |
| 2010 | 4 935 900         | ▲ Н/Д%   |
| 2011 | 5 540 900         | ▲ 10,9 % |
| 2012 | 5 166 600         | ▼ 7,2 %  |
| 2013 | 5 332 300         | ▲ 3,1 %  |
| 2014 | 5 879 500         | ▲ 9,3 %  |
| 2015 | 6 127 000         | ▲ 4 %    |
| 2016 | 6 682 300         | ▲ 8,3 %  |
| 2017 | 7 384 400         | ▲ 9,5 %  |
| 2018 | 7 324 700         | ▼ 0,8 %  |
| 2019 | 7 291 700         | ▼ 0,5 %  |
| 2020 | 2 536 900         | ▼ 65 %   |
| 2021 | 3 438 407         | ▲ 26,2 % |

## Транспортное сообщение
Доехать до Плаза де лас Пальмас на расстояние 7 километров можно через трассу LZ-2. Время пути более 10 минут на автомобиле.
До Арресифе можно добраться автобусом линии 22 с понедельника по пятницу, интервал 25 минут от Терминала 1, проходя через Терминал 2 и Плайя Хонда до Арресифе. По выходным и праздничным дням можно воспользоваться автобусом линии № 23, интервал 50 минут. Оба автобусных маршрута обслуживаются компанией Intercity Bus Lanzarote.
До Пуэрто-дель-Кармен и Плайя-Бланки можно добраться на автобусе маршрута 161, в будние дни интервал 30-60 минут от Терминала 1 и Терминала 2, в выходные дни автобус ходит с интервалом не чаще чем в один час.

## Музей Аэронавтики

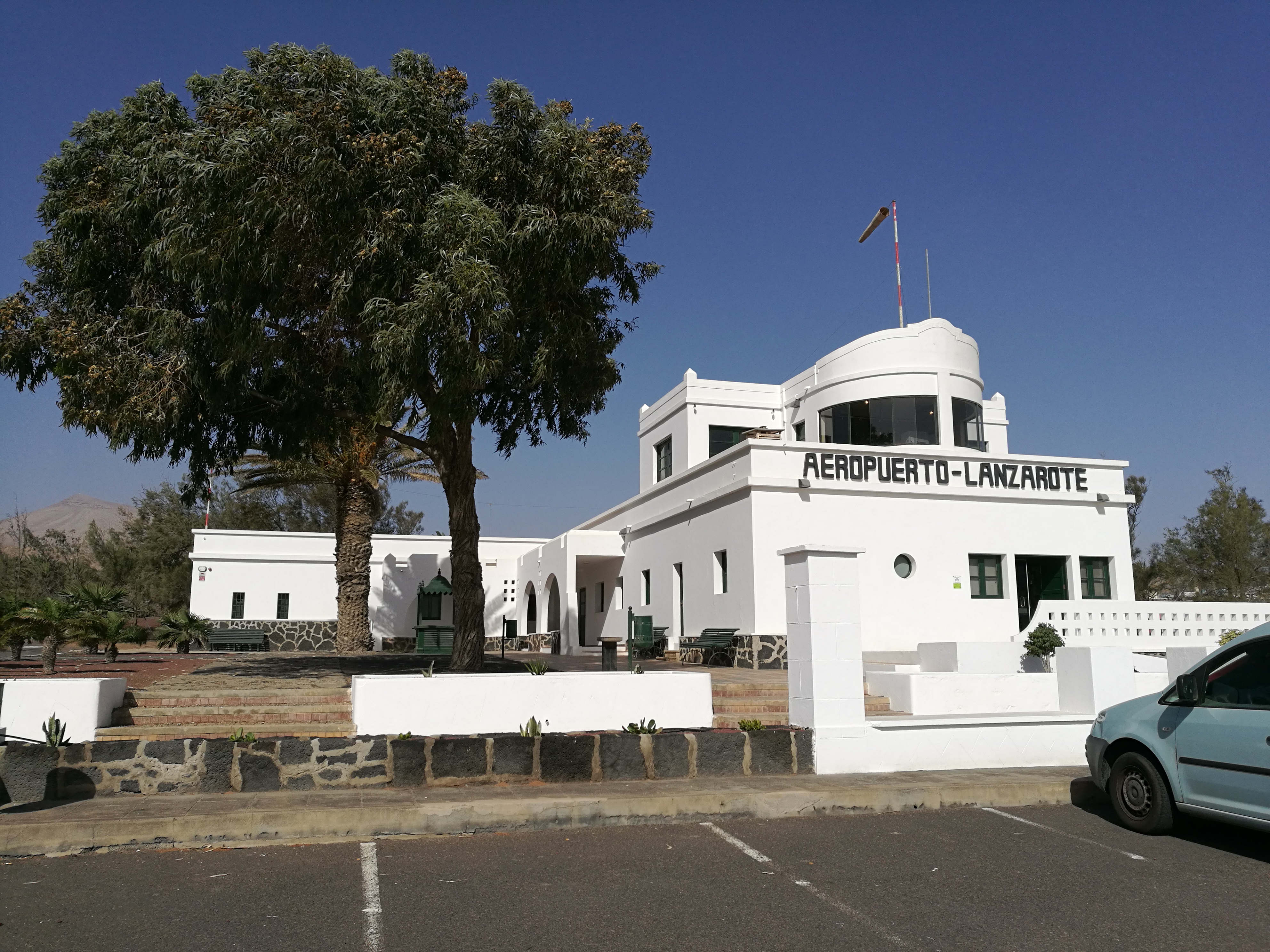
Бывший терминал, ныне музей аэронавтики

В здании старого терминала аэропорта ныне находится музей аэронавтики. Весь музей состоит из 10 павильонов. В музее представлена экспозиция истории аэропорта: фото и видео, разные фигуры и выставки. Среди различных интересных экспонатов, в музее можно увидеть оригинальную фреску бельгийского художника Жана П. Хока, выполненную в 1959 году, а также картину Сесара Манрике 1953 года под названием «Лансароте». Музей также получил признание «Wellcome Family» за то, что он адаптирован для семей, в нём есть специальная информационная программа и экскурсии под названием «Визиты по меню».
Работает музей с понедельника по пятницу с 10:00 до 14:00.